# Disque protoplanétaire ionisé

Disques protoplanétaires ionisés dans la nébuleuse d'Orion.

Un disque protoplanétaire ionisé, ou proplyd, est un disque lumineux externe en photo-évaporation autour d'une jeune étoile. Presque 180 disques protoplanétaires ionisés ont été identifiés dans la nébuleuse d'Orion. Les images de ces disques dans d'autres régions de formation stellaire sont rares, Orion étant la seule région avec un nombre important de disques connus à cause de sa proximité relative à la Terre.